# Parklaankerk

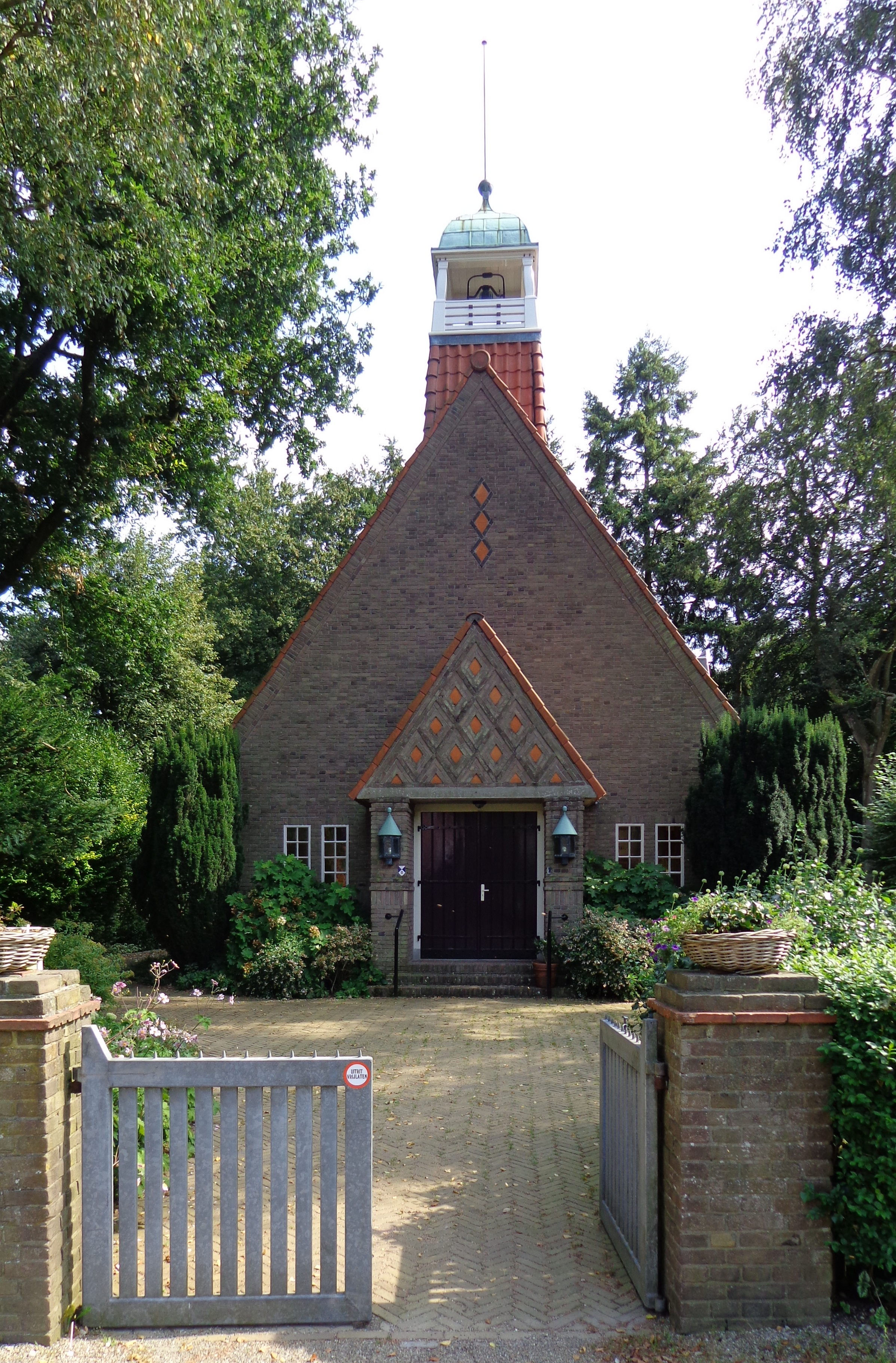

In de Parklaan in Tuinwijk Sterrebosch in Driebergen-Rijsenburg staat de kenmerkende Parklaankerk (Protestantenbond) die in 1929 is gebouwd naar een ontwerp van architect Jan Stuivinga uit Zeist. De Parklaankerk is een gemeentelijk monument.